# فهرست تیم‌های ملی فوتبال با نام مستعار(کونکاکاف)
فهرست القاب تیم‌های آمریکای شمالی، مرکزی و کارائیب زیر نظر کونکاکاف
| تیم                        | نام مستعار          | یادداشت | منبع.             |
| -------------------------- | ------------------- | --- | ----------------- |
| آنگویلا                    | جنگجویان رنگین کمان | در دریای کارائیب و با پس‌زمینه سنت مارتین، آنگویلا یکی از بزرگترین جامعه دلفین‌ها در جهان را دارد.                                                                                             | [ ۱ ]             |
| آنتیگوآ و باربودا          | ودادی بویز          | ودادی یک رقص محلی است. | [ ۱ ]             |
| آروبا                      | تیم منتخب           | | [ ۱ ]             |
| باهاما                     | ریک و اسکریپ        | ریک و اسکریپ یک سبک موسیقی بومی باهاما است. | [ ۲ ]             |
| باربادوس                   | باجان               | باجان یک اصطلاح محبوب برای شهروندان باربادوس است. | [ ۱ ]             |
| برمودا                     | جنگجویان گامبی      | گامبی نمادی از برمودا است، یک هنر اجرایی منحصر به فرد پر از بالماسکه های رنگارنگ و پیچیده، رقص و طبل زدن.                                                                                    | [ ۳ ]             |
| بلیز                       | جگوارها             | بلیز خانه یکی از بزرگترین جمعیت های جگوار است. جگوار رزرو بزرگترین و تنها حفاظتگاه جگوار در جهان است که 150 مایل مربع را در بر می گیرد.                                                      | [ ۱ ]             |
| بونیر                      |                     | |                   |
| جزایر ویرجین انگلستان      | پسران طبیعت         | جزایر ویرجین بریتانیا مجموعه ای از ۶۰ جزیره دست نخورده است که بهترین های کارائیب را در خود جای داده است. معمولاً از آنها به عنوان رازهای کوچک طبیعت یاد می شود.                               | [ ۴ ]             |
| کانادا                     | کناکس               | "کناکس" یک اصطلاح عامیانه برای کانادایی است. | [ ۵ ] [ ۶ ]       |
| کانادا                     | قرمزها              | از لباس های قرمزشان. | [ ۷ ] [ ۸ ] [ ۹ ] |
| جزایر کیمن                 | لاک پشت ها          | لاک پشت نمادی برجسته در فرهنگ کیمن است. لاک پشت ها پول کیمانی را زینت می دهند و بر روی پرچم جزایر به عنوان بخشی از نشان رسمی رسمی ظاهر می شوند.                                              | [ ۱ ]             |
| کاستاریکا                  | لوس ماتاکامپئونز    | به نام موفق ترین تیم ملی فوتبال در تاریخ آمریکای مرکزی. که موفق به کسب سه قهرمانی کونکاکاف (۱۹۸۹، ۱۹۶۹و ۱۹۶۳) و هشت قهرمانی در کوپا سنتروآمریکانا و سلف آن شد.                               | [ ۱۰ ]            |
| کوبا                       | شیرهای کارائیب      | کوبا جزیره ای در دریای کارائیب است و شیر یکی از وحشی ترین حیوانات روی زمین است. | [ ۱۱ ]            |
| کوراسائو                   | ستاره های آبی       | پرچم کوراسائو آبی است، با یک نوار افقی زرد کمی زیر خط وسط، و دو ستاره سفید در گوشه سمت چپ بالا. رنگ آبی نماد دریا و آسمان و زرد نماد خورشید است.                                             | [ ۱۲ ]            |
| دومینیکا                   | لوس پریکوس          | امپراطوری آمازون یا آمازون دومینیکن که به نام سیسرو نیز شناخته می شود، طوطی است که فقط در جزیره دومینیکا در دریای کارائیب یافت می شود. این پرنده به عنوان پرنده ملی دومینیکا انتخاب شده است. | [ ۱ ]             |
| دومینیکن                   | لوس کیسکویانوس      | کیسکویانوس یکی از نام های جزیره هیسپانیولا است که به نام جمهوری دومینیکن شناخته می شود. اعتقاد بر این است که در زبان تاینو به معنای "مادر همه سرزمین ها" است.                                | [ ۱۳ ]            |
| السالوادور                 | لا سلتا             | برگزیده یا منتخب به زبان اسپانیایی. |                   |
| گویان فرانسه               |                     | | [ ۱۴ ]            |
| گواتمالا                   | لوس چاپینز          | "چاپین" یک اصطلاح عامیانه اسپانیایی است که به گواتمالایی ها اشاره می کند. | [ ۱ ]             |
| گواتمالا                   | آبی و سفید          | از پرچم گواتمالا که سه نوار سفید و آبی است. | [ ۱۵ ]            |
| گرنادا                     | اسپایس بویز         | گرانادا به "جزیره ادویه" معروف است. | [ ۱۶ ]            |
| جزیره گوادلوپ              | بچه های گوادلوپ     | | [ ۱۷ ]            |
| جزیره گوادلوپ              | لس بوگ وادا         | | [ ۱۷ ]            |
| گویان                      | جگوار طلایی         | جگوار یکی از بزرگترین پستانداران گوشتخوار آمریکای مرکزی است و در گویان یافت می شود. نشان ملی گویان شامل دو جگوار است که یک کلنگ در دست دارند.                                                | [ ۱۸ ]            |
| هائیتی                     | نارنجک انداز        | نارنجک انداز یک سرباز متخصص است که تخصصش پرتاب نارنجک بود. | [ ۱۹ ]            |
| هائیتی                     | قرمز و آبی          | از پرچم هائیتی که قرمز و آبی است. | [ ۲۰ ]            |
| جامائیکا                   | پسران رگی           | رگی یک سبک موسیقی است که در جامائیکا سرچشمه گرفته است. | [ ۱ ]             |
| مارتینیک                   | متینینوس ها         | ادای احترام به تاریخ جزیره. | [ ۲۱ ] [ ۲۲ ]     |
| مونتسرات                   | پسران زمرد          | مونتسرات با نام مستعار "جزیره زمردی کارائیب" شناخته می شود. | [ ۱ ]             |
| هندوراس                    | لوس کاتراچوس        | کاتراچو نام یک مرد اهل هندوراس است. | [ ۲۳ ]            |
| مکزیک                      | ال تری / سه رنگ     | از سه رنگ پرچم مکزیک. | [ ۱ ] [ ۲۴ ]      |
| نیکاراگوئه                 | لس آلبیازولز        | از پرچم نیکاراگوئه که سفید و آبی است. | [ ۱ ]             |
| پاناما                     | جزر و مد سرخ        | جزر و مد قرمز پدیده ای است که در آن جمعیت فیتوپلانکتون، یک گیاه تک سلولی، خیلی سریع رشد می کند یا "شکوفه می دهد" و انباشته می شود.                                                           | [ ۱ ]             |
| پورتوریکو                  | ال هوراکان آزول     | از یک طوفان گرمسیری که بادهای قوی دارد و یک آرایش مارپیچی از رعد و برق که باران شدیدی را در جزیره ایجاد می کند.                                                                              | [ ۱ ]             |
| سنت کیتس و نویس            | پسران قندی          | اقتصاد سنت کیتس و نویس به طور سنتی به رشد و فرآوری نیشکر بستگی دارد. | [ ۲۵ ]            |
| سنت لوسیا                  | پیتون               | پیتون ها دو شاخه آتشفشانی کوهستانی، مناره های آتشفشانی هستند که در سنت لوسیا قرار دارند. | [ ۱ ]             |
| تیم ملی فوتبال سنت مارتین  | پرستوها             | | [ ۲۶ ]            |
| سنت وینسنت و گرنادین‌ها     | وینسی هیت           | نام مستعار کوتاه شده برای جزیره سنت وینسنت. | [ ۲۷ ]            |
| سنت مارتین                 |                     | |                   |
| سورینام                    | سوریبویز            | از نام کشور و کوتاه شده. | [ ۱ ]             |
| ترینیداد و توباگو          | سوکا واریورز        | سوکا یک سبک موسیقی است که در ترینیداد و توباگو ایجاد شده است. | [ ۲۸ ]            |
| جزایر تورکس و کایکوس       | TCI                 | TCI مخفف "جزایر تورکس و کایکوس" است. | [ ۱ ]             |
| ایالات متحده آمریکا        | یانکی ها            | اصطلاح عامیانه برای اشاره به شخصی با اصالت آمریکایی. | [ ۲۹ ]            |
| ایالات متحده آمریکا (زنان) | تیم منتخب           | تیم ایالات متحده آمریکا یا تیم ملی ایالات متحده ممکن است به هر یک از تعدادی از تیم های ورزشی که نماینده ایالات متحده در مسابقات بین المللی هستند اشاره کنند.                                 | [ ۳۰ ]            |
| جزایر ویرجین ایالات متحده  | عقاب بی باک         | عقاب نماد ملی جزایر ویرجین ایالات متحده است. | [ ۱ ]             |